# Ото (округ Вудбері, Айова)
Ото (англ. Oto) — місто (англ. city) в США, в окрузі Вудбері штату Айова. Населення — 108 осіб (2010).

## Географія
Ото розташоване за координатами 42°16′55″ пн. ш. 95°53′40″ зх. д. / 42.28194° пн. ш. 95.89444° зх. д. (42.282081, -95.894549).  За даними Бюро перепису населення США в 2010 році місто мало площу 0,69 км², уся площа — суходіл.

## Демографія
Згідно з переписом 2010 року, у місті мешкало 108 осіб у 46 домогосподарствах у складі 27 родин. Густота населення становила 157 осіб/км².  Було 60 помешкань (87/км²).
Расовий склад населення:
| - 96,3 % — білих - 0,9 % — корінних американців - 0,9 % — азіатів |

До двох чи більше рас належало 0,9 %. Частка іспаномовних становила 9,3 % від усіх жителів.
За віковим діапазоном населення розподілялося таким чином: 22,2 % — особи молодші 18 років, 61,1 % — особи у віці 18—64 років, 16,7 % — особи у віці 65 років та старші. Медіана віку мешканця становила 38,5 року. На 100 осіб жіночої статі у місті припадало 103,8 чоловіків;  на 100 жінок у віці від 18 років та старших — 95,3 чоловіків також старших 18 років.
Середній дохід на одне домашнє господарство  становив 43 828 доларів США (медіана — 38 438), а середній дохід на одну сім'ю — 48 122 долари (медіана — 52 917). За межею бідності перебувало 30,2 % осіб, у тому числі 56,3 % дітей у віці до 18 років та 23,8 % осіб у віці 65 років та старших.
Цивільне працевлаштоване населення становило 41 осіб. Основні галузі зайнятості: освіта, охорона здоров'я та соціальна допомога — 31,7 %, оптова торгівля — 14,6 %, виробництво — 14,6 %.